# Regionalwahlkreis Wien Innen-West
Der Regionalwahlkreis Wien Innen-West (Wahlkreis 9B) ist ein Regionalwahlkreis in Österreich, der bei Wahlen zum Nationalrat für die Vergabe der Mandate im ersten Ermittlungsverfahren gebildet wird. Der Wahlkreis umfasst die fünf Wiener Gemeindebezirke 1. Innere Stadt, 6. Mariahilf, 7. Neubau, 8. Josefstadt und 9. Alsergrund.
Bei der Nationalratswahl 2019 waren im Regionalwahlkreis Wien Innen-West 94.800 Personen wahlberechtigt, wobei bei der Wahl Die Grünen – Die Grüne Alternative (GRÜNE) mit 32,1 % als stärkste Partei hervorgingen. Bei der Wahl konnte keine der kandidierenden Parteien eines der drei Grundmandate erreichen.

## Geschichte
Nach dem Ende des Staates Österreich-Ungarn wurden für das Gebiet Wiens mit der Wahlordnung 1918 für die Wahl der konstituierenden Nationalversammlung sieben Wahlkreise geschaffen, wobei für das Gebiet des heutigen Regionalwahlkreises die Wahlkreise Innen-Ost (Wahlkreis 1), Wien Innen-West (Wahlkreis 2) und Wien Nordwest (Wahlkreis 3) bestanden, die jedoch auch andere Bezirke umfassten. Nachdem Wien von Niederösterreich Anfang der 1920er Jahre seine Selbständigkeit erlangt hatte und Gebiete wie Südtirol und Südböhmen endgültig von Österreich an die Nachfolgestaaten abgetreten worden waren, erfolgte 1923 die Neuordnung der Wahlkreise. Diese Neuordnung wirkte sich jedoch nicht auf die bestehenden Wahlkreise Wiens aus. Nachdem die Wahlordnung von 1923 von der austrofaschistischen Regierung 1934 außer Kraft gesetzt worden war, wurde die ursprüngliche Einteilung der Wahlkreise nach dem Zweiten Weltkrieg mit dem Verfassungsgesetz vom 19. Oktober 1945 weitgehend wieder eingeführt, wenngleich die Grenzen der Wahlkreise an die veränderten Grenzen Wiens angeglichen wurden. Mit der Nationalrats-Wahlordnung 1971 kam es zu einer tiefgreifenden Wahlkreisreform, mit der die Anzahl der Wahlkreise in Österreich auf nur noch neun reduziert wurde. Für das Bundesland Wien bestand in der Folge nur noch ein Wahlkreis (nun Wahlkreis 9). Mit Inkrafttreten der Nationalrats-Wahlordnung 1992 wurde das österreichische Bundesgebiet schließlich in 43 Regionalwahlkreise unterteilt und somit ein drittes Ermittlungsverfahren eingeführt, wobei die Bezirke Innere Stadt, Mariahilf, Neubau, Josefstadt und Alsergrund zum Regionalwahlkreis Wien Innen-West (Wahlkreis 9B) zusammengefasst wurden. 1993 wurde dem Regionalwahlkreis drei Mandate zugewiesen, wobei die Neuberechnung der Mandatsverteilung im Jahr 2002 (nach den Ergebnissen der Volkszählung 2001) zu keiner Veränderung in der Anzahl der Grundmandate führte.
Nach der Schaffung des Wahlkreises gelang es der Sozialdemokratischen Partei Österreichs (SPÖ) bei den drei Wahlen in den 1990ern, sowie 2017 die stimmenstärkste Partei zu werden, wobei sie bei der Nationalratswahlen 1995 mit 33,3 % ihr bisher bestes Ergebnis erreichte. Ihr schlechtestes Ergebnis verbuchte die SPÖ bei der Nationalratswahl 2019, als sie auf 19,1 % kam und hinter die Österreichische Volkspartei (ÖVP) und die GRÜNEN zurückfiel. Die ÖVP war im Jahr 2002 mit 36,7 % stärkste Partei, fiel danach (mit Ausnahme von 2017) aber hinter die GRÜNEN zurück. Die Freiheitliche Partei Österreichs (FPÖ) erreichte 1994 mit 18,8 % und 1999 mit 18,7 % ihre Höchstwerte, wobei sie selbst in diesen Jahren nicht über den dritten Platz hinauskam. Seitdem belegt die FPÖ nur noch den vierten Platz im Regionalwahlkreis Innen-West. Zuletzt wurden sie sogar von den NEOS – Das Neue Österreich und Liberales Forum (NEOS) auf den fünften Platz verwiesen.

## Wahlergebnisse
| Nationalratswahlen im Regionalwahlkreis Wien Innen-West | Nationalratswahlen im Regionalwahlkreis Wien Innen-West | Nationalratswahlen im Regionalwahlkreis Wien Innen-West | Nationalratswahlen im Regionalwahlkreis Wien Innen-West | Nationalratswahlen im Regionalwahlkreis Wien Innen-West | Nationalratswahlen im Regionalwahlkreis Wien Innen-West | Nationalratswahlen im Regionalwahlkreis Wien Innen-West | Nationalratswahlen im Regionalwahlkreis Wien Innen-West | Nationalratswahlen im Regionalwahlkreis Wien Innen-West | Nationalratswahlen im Regionalwahlkreis Wien Innen-West | Nationalratswahlen im Regionalwahlkreis Wien Innen-West | Nationalratswahlen im Regionalwahlkreis Wien Innen-West |
| Wahltermin                                              | GM                                                      |                                                         | SPÖ                                                     | ÖVP                                                     | FPÖ                                                     | GRÜNE                                                   | BZÖ                                                     | LIF/NEOS                                                | FRANK                                                   | PILZ/JETZT                                              | Sonstige                                                |
| ------------------------------------------------------- | ------------------------------------------------------- | ------------------------------------------------------- | ------------------------------------------------------- | ------------------------------------------------------- | ------------------------------------------------------- | ------------------------------------------------------- | ------------------------------------------------------- | ------------------------------------------------------- | ------------------------------------------------------- | ------------------------------------------------------- | ------------------------------------------------------- |
| 9. Oktober 1994                                         |                                                         | Stimmenanteile (%)                                      | 26,5                                                    | 25,2                                                    | 18,8                                                    | 14,8                                                    | –                                                       | 13,3                                                    | –                                                       | –                                                       | 1,4                                                     |
| 9. Oktober 1994                                         | 3                                                       | Grundmandate                                            | 0                                                       | 0                                                       | 0                                                       | –                                                       | –                                                       | 0                                                       | –                                                       | –                                                       | 0                                                       |
| 17. Dezember 1995                                       |                                                         | Stimmenanteile (%)                                      | 33,3                                                    | 27,9                                                    | 16,2                                                    | 9,6                                                     | –                                                       | 11,7                                                    | –                                                       | –                                                       | 1,3                                                     |
| 17. Dezember 1995                                       | 3                                                       | Grundmandate                                            | 0                                                       | 0                                                       | 0                                                       | 0                                                       | –                                                       | 0                                                       | –                                                       | –                                                       | 0                                                       |
| 3. Oktober 1999                                         |                                                         | Stimmenanteile (%)                                      | 25,4                                                    | 24,2                                                    | 18,7                                                    | 16,4                                                    | –                                                       | 12,5                                                    | –                                                       | –                                                       | 2,8                                                     |
| 3. Oktober 1999                                         | 3                                                       | Grundmandate                                            | 0                                                       | 0                                                       | 0                                                       | 0                                                       | –                                                       | 0                                                       | –                                                       | –                                                       | 0                                                       |
| 24. November 2002                                       |                                                         | Stimmenanteile (%)                                      | 28,6                                                    | 36,7                                                    | 6,2                                                     | 26,4                                                    | –                                                       | 1,2                                                     | –                                                       | –                                                       | 0,9                                                     |
| 24. November 2002                                       | 3                                                       | Grundmandate                                            | 0                                                       | 1                                                       | 0                                                       | 0                                                       | –                                                       | 0                                                       | –                                                       | –                                                       | 0                                                       |
| 1. Oktober 2006                                         |                                                         | Stimmenanteile (%)                                      | 27,5                                                    | 29,6                                                    | 7,5                                                     | 30,2                                                    | 1,5                                                     | –                                                       | –                                                       | –                                                       | 3,7                                                     |
| 1. Oktober 2006                                         | 3                                                       | Grundmandate                                            | 0                                                       | 0                                                       | 0                                                       | 0                                                       | 0                                                       | –                                                       | –                                                       | –                                                       | 0                                                       |
| 28. September 2008                                      |                                                         | Stimmenanteile (%)                                      | 22,4                                                    | 24,9                                                    | 10,2                                                    | 27,8                                                    | 3,9                                                     | 7,3                                                     | –                                                       | –                                                       | 3,5                                                     |
| 28. September 2008                                      | 3                                                       | Grundmandate                                            | 0                                                       | 0                                                       | 0                                                       | 0                                                       | 0                                                       | 0                                                       | –                                                       | –                                                       | 0                                                       |
| 29. September 2013                                      |                                                         | Stimmenanteile (%)                                      | 21,1                                                    | 19,2                                                    | 9,9                                                     | 27,6                                                    | 2,1                                                     | 12,9                                                    | 3,2                                                     | –                                                       | 3,9                                                     |
| 29. September 2013                                      | 3                                                       | Grundmandate                                            | 0                                                       | 0                                                       | 0                                                       | 0                                                       | 0                                                       | 0                                                       | 0                                                       | –                                                       | 0                                                       |
| 15. Oktober 2017                                        |                                                         | Stimmenanteile (%)                                      | 32,3                                                    | 24,5                                                    | 9,9                                                     | 10,2                                                    | –                                                       | 9,7                                                     | –                                                       | 10,4                                                    | 2,9                                                     |
| 15. Oktober 2017                                        | 3                                                       | Grundmandate                                            | 0                                                       | 0                                                       | 0                                                       | 0                                                       | –                                                       | 0                                                       | –                                                       | 0                                                       | 0                                                       |
| 29. September 2019                                      |                                                         | Stimmenanteile (%)                                      | 19,1                                                    | 22,7                                                    | 6,6                                                     | 32,1                                                    | –                                                       | 14,0                                                    | –                                                       | 3,7                                                     | 1,7                                                     |
| 29. September 2019                                      | 3                                                       | Grundmandate                                            | 0                                                       | 0                                                       | 0                                                       | 0                                                       | –                                                       | 0                                                       | –                                                       | 0                                                       | 0                                                       |
| 29. September 2024                                      |                                                         | Stimmenanteile (%)                                      | 28,4                                                    | 17,9                                                    | 11,0                                                    | 19,0                                                    | –                                                       | 16,2                                                    | –                                                       | –                                                       | 7,5                                                     |
| 29. September 2024                                      | 3                                                       | Grundmandate                                            | 0                                                       | 0                                                       | 0                                                       | 0                                                       | –                                                       | 0                                                       | –                                                       | –                                                       | 0                                                       |